# Cerkev sv. Martina, Šmartno na Pohorju
Cerkev sv. Martina v Šmartnem na Pohorju je župnijska cerkev župnije Sv. Martin na Pohorju. Cerkev je posvečena sv. Martinu, po njem se je do leta 1952 imenovalo tudi naselje: Sveti Martin na Pohorju.

## Zgodovina in opis
Romanska cerkev sv. Martina se v starih listinah prvič omenja leta 1252. Zgradba sodi med redke primerke cerkva s pravokotnim prezbiterijem, iznad katerega se dviga korni zvonik, ki so ga leta 1689 povišali do sedanje višine. Istega leta so tudi obokali ladjo in ji simetrično prizidali dve kapeli. Leta 1836 so ladjo podaljšali, vgradili pevsko emporo in prizidali zakristijo.

### Notranja oprema
Veliki oltar s kipoma sv. Petra in Pavla ter prižnica so delo Jožefa Holzingerja iz sedemdesetih let 18. stoletja. Iz iste kiparske delavnice sta tudi oltarna nastavka ob slavoloku.

### Zanimivosti
V župnišču hranijo baročno sliko sv. Florjana, na kateri so upodobljene šmarska cerkev in okoliške zgradbe, med drugimi tudi okrogla romanska kostnica s stožičasto streho, ki pa je bila leta 1798 porušena.